# Nicky Jam

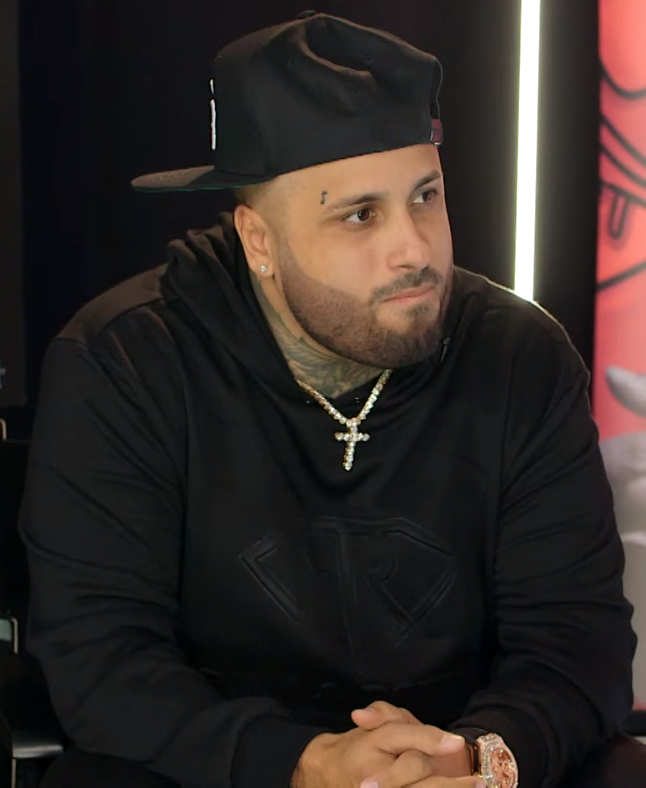
Nicky Jam im Jahr 2019

Nick Rivera Caminero (* 17. März 1981 in Boston), besser bekannt als Nicky Jam, ist ein Reggaeton-Sänger. Er ist bekannt für Hits wie El Perdón oder Hasta el Amanecer.

## Werdegang
Nicky Jams Vater stammt aus Puerto Rico, seine Mutter aus der Dominikanischen Republik. Im Alter von zehn Jahren zog er nach Obrero, ein Barrio der puerto-ricanischen Hauptstadt San Juan. In den 1990ern kam er mit dem Genre des Reggaeton in Berührung und um 2000 war er auf einigen Mixtapes von DJ Playero zu hören. 2001 machte er erstmals mit seinem Soloalbum Haciendo escante auf sich aufmerksam, bei dessen Titelsong Daddy Yankee mitsang. Sein musikalischer Durchbruch erfolgte 2004 mit dem Album Vida escante.
Mit No soy tu marido hatte er seinen ersten Hit in den Latin-Charts der USA. Ein weiterer internationaler Hit war Gas pela aus dem Album The Black Carpet von 2007. 2018 sang er das Lied Live It Up mit Will Smith und Era Istrefi an dem Finale der Fußball-Weltmeisterschaft 2018 in Russland und kam damit an die Spitze seiner Karriere. Seine Alben werden über das Musiklabel Pina Records vermarktet und er arbeitete bereits mit mehreren bekannten Größen des Genres, neben Daddy Yankee auch mit Don Chezina, Lito & Polaco, Big Boy, Rakim y Ken-Y und Héctor y Tito.
Es folgte eine Zeit, in der er auch als Songwriter im Hintergrund blieb, erst 2014 hatte er mit Travesuras seinen nächsten internationalen Hit, der bei den Hot Latin Songs von Billboard Platz 4 erreichte. Auch in Spanien konnte er sich erstmals in den Charts platzieren und er stieg dort Anfang 2015 bis auf Platz 3 der spanischen Charts. Daraufhin nahm er den selbstgeschriebenen Song El perdón zusammen mit Enrique Iglesias auf. In den spanischen Charts erreichten sie Platz eins und konnten sich 18 Wochen lang an der Spitze halten. Anschließend wurde das Lied auch in der Schweiz, in Italien und in den Niederlanden ein Nummer-eins-Hit. In den USA stand es auf Platz 1 der Latin-Charts und war Jams erster Hit in den Billboard Hot 100.
2018 verfilmte Jessy Terrero das Leben von Nicky Jam im Auftrag des amerikanischen Fernsehsenders Telemundo und des Streamingdienstes Netflix. Jam spielte sich selbst in der 13-teiligen Serie, die im selben Jahr unter dem Titel Nicky Jam: El Ganador ausgestrahlt wurde.

## Diskografie
Studioalben

| Jahr | Titel Musiklabel                    | Höchstplatzierung, Gesamtwochen, AuszeichnungChartplatzierungen (Jahr, Titel, Musiklabel, Platzierungen, Wochen, Auszeichnungen, Anmerkungen) | Höchstplatzierung, Gesamtwochen, AuszeichnungChartplatzierungen (Jahr, Titel, Musiklabel, Platzierungen, Wochen, Auszeichnungen, Anmerkungen) | Höchstplatzierung, Gesamtwochen, AuszeichnungChartplatzierungen (Jahr, Titel, Musiklabel, Platzierungen, Wochen, Auszeichnungen, Anmerkungen) | Höchstplatzierung, Gesamtwochen, AuszeichnungChartplatzierungen (Jahr, Titel, Musiklabel, Platzierungen, Wochen, Auszeichnungen, Anmerkungen) | Höchstplatzierung, Gesamtwochen, AuszeichnungChartplatzierungen (Jahr, Titel, Musiklabel, Platzierungen, Wochen, Auszeichnungen, Anmerkungen) | Höchstplatzierung, Gesamtwochen, AuszeichnungChartplatzierungen (Jahr, Titel, Musiklabel, Platzierungen, Wochen, Auszeichnungen, Anmerkungen) | Höchstplatzierung, Gesamtwochen, AuszeichnungChartplatzierungen (Jahr, Titel, Musiklabel, Platzierungen, Wochen, Auszeichnungen, Anmerkungen) | Anmerkungen                             |
| Jahr | Titel Musiklabel                    | DE | AT | CH | UK | US | Latin | ES | Anmerkungen                             |
| ---- | ----------------------------------- | --- | --- | --- | --- | --- | --- | --- | --------------------------------------- |
| 1995 | Distinto a los demás F&K Records    | — | — | — | — | — | — | — | Erstveröffentlichung: 1995              |
| 2001 | Haciendo escante Pina Records       | — | — | — | — | — | — | — | Erstveröffentlichung: 4. Dezember 2001  |
| 2004 | Vida escante Pina Records (UMG)     | — | — | — | — | — | Latin23 (6 Wo.)Latin | ES79 (2 Wo.)ES | Erstveröffentlichung: 23. November 2004 |
| 2007 | The Black Carpet Pina Records (UMG) | — | — | — | — | — | Latin24 (5 Wo.)Latin | — | Erstveröffentlichung: 11. Dezember 2007 |
| 2017 | Fénix La Industria (Sony)           | — | — | CH5 (4 Wo.)CH | — | US28 (24 Wo.)US | Latin1 Diamant + Platin · (230 Wo.)Latin | ES35 (1 Wo.)ES | Erstveröffentlichung: 20. Januar 2017   |
| 2019 | Íntimo La Industria (Sony)          | — | — | CH67 (1 Wo.)CH | — | US132 (1 Wo.)US | Latin3 ×4Vierfachplatin · (42 Wo.)Latin | — | Erstveröffentlichung: 1. November 2019  |
| 2021 | Infinity La Industria (Sony)        | — | — | — | — | — | Latin9 (2 Wo.)Latin | ES13 (9 Wo.)ES | Erstveröffentlichung: 27. August 2021   |
| 2024 | Insomnio Sony Latin (Sony)          | — | — | — | — | — | — | ES29 (4 Wo.)ES | Erstveröffentlichung: 6. September 2024 |

grau schraffiert: keine Chartdaten aus diesem Jahr verfügbar